# 短柱金丝桃
短柱金丝桃（学名：Hypericum hookerianum）为藤黄科金丝桃属下的一个种。